# 노르딕 복합

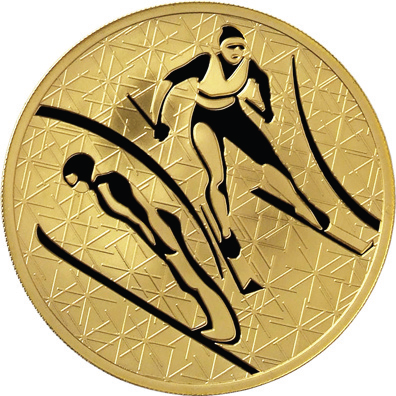
노르딕 복합 그림 메달

노르딕 복합(-複合, 영어: Nordic combined)은 스키 노르딕 경기의 한 종목이다. 스키 점프와 크로스컨트리를 한 경기자가 함께 치른다.
노르딕 스키의 발상지인 북유럽 지역에서 스키 점프와 크로스컨트리를 합쳐 경기를 치른 것에서 기원한다. 1924년 제1회 동계 올림픽에서부터 정식종목으로 채택되었다. 특별히 높은 기술과 대담성을 필요로 하는 스키 점프와 강인한 체력을 필요로 하는 크로스컨트리 경기를 한 선수가 모두 치러야 하므로, 스키 경기 중에서도 매우 어려운 종목으로 알려져 있다. 아직 동계 올림픽과 세계 선수권에서는 여자 경기는 없으며, 남자 선수만 경기를 한다. 다만 베이징 동계 올림픽부터는 여자도 참가할 수 있게 된다.
경기 방식은 각 대회에 따라 조금씩 다르나, 현재 동계 올림픽에서는 스키 점프는 90m 급의 노멀 힐 종목을 하며, 크로스컨트리는 15km 개인, 집단 출발, 4 x 5 km 릴레이의 세 종목으로 나뉘어 경기가 진행되고 스키점프 성적에 따라 출발 순서가 결정된다.
이 종목에서는 노르웨이·핀란드·독일·오스트리아·스위스 등 중·북부 유럽 출신 선수들이 강세를 나타내고 있다. 유럽 이외의 지역 선수들은 거의 두각을 나타내지 못하나, 예외적으로 일본만은 스키 점프의 강세를 바탕으로 세계 무대에서 상위권에 든 선수를 여럿 배출했으며, 올림픽에서 금메달도 획득한 경력이 있다. 이에 비해 대한민국에는 아직 거의 보급조차 되지 않았다.